# Neuromer
Neuromer lub segment rdzenia kręgowego to jego odcinek, z którego odchodzi jedna para nerwów rdzeniowych.
Wyróżnia się 31 neuromerów oraz odpowiednio 31 par nerwów rdzeniowych: 
- 8 szyjnych (C1-C8),
- 12 piersiowych (Th1-Th12),
- 5 lędźwiowych (L1-L5),
- 5 krzyżowych (S1-S5),
- 1 guziczny (Co)[1].